# La grande famiglia (album)
La grande famiglia è il secondo album in studio del gruppo folk Modena City Ramblers.

## Il disco
Dopo l'abbandono della band da parte di Alberto Morselli (voce nel primo album insieme allo stesso Cisco), Stefano "Cisco" Bellotti diviene voce e frontman del gruppo fino al novembre 2005. 
Il disco presenta canzoni impregnate di quel folk irlandese/modenese proprio del gruppo emiliano. Proprio ad "Albertone" Morselli è dedicata la penultima traccia del disco, La strada, augurio di buona fortuna per un "hermano querido".
Nella foto di gruppo della copertina compare Davide "Dudu" Morandi, che diventerà membro dei Modena City Ramblers 10 anni dopo.
Numerose in quest'album le collaborazioni, come quella di Paolo Rossi, in Clan Banlieue, La fola dal Magalas e Le lucertole del folk. Presente inoltre nel disco la collaborazione dei fratelli Severini, voce e chitarra dei Gang. In particolare, Marino Severini ha duettato con Cisco in La locomotiva, cover di una fortunata canzone di Francesco Guccini.
Altra partecipazione importante è la voce di Mara Redeghieri degli Üstmamò in Clan Banlieue, "Santa Maria del pallone" e "Al Dievel/La marcia del Diavolo" (canzone partigiana dedicata al "comandante Diavolo" Germano Nicolini, accusato e incarcerato per un omicidio che non aveva commesso).

## Tracce
1. Clan Banlieue – 3:55
2. Grande famiglia – 3:01
3. Canzone dalla fine del mondo – 3:50
4. Santa Maria del Pallone – 3:21
5. L'aquilone dei Balcani – 1:41
6. Le lucertole del folk – 2:14
7. Giro di vite – 2:01
8. La mondina / The Lonesome Boatman – 2:01
9. Al Dievel / La marcia del Diavolo – 3:27
10. Il fabbricante dei sogni – 3:19
11. La banda del sogno interrotto – 2:58
12. La locomotiva – 7:12
13. L'unica superstite – 3:52
14. La fola dal Magalas – 3:37
15. La strada – 4:14
16. La mia gente – 2:54

## Formazione
- Luciano Gaetani - banjo, bouzouki, mandolino, chitarra battente, sitar, bodhrán, assicella
- Franco D'Aniello - tin whistle, flauto
- Marco Michelini - violino
- Alberto Cottica - fisarmonica, cori
- Massimo Ghiacci - basso, cori
- Roberto Zeno - batteria, percussioni
- Giovanni Rubbiani - chitarra, armonica a bocca, cori
- Stefano "Cisco" Bellotti - voce, cori

### Altri musicisti
- Paolo Rossi - voce in Clan Banlieue, La fola dal Magalas e Le lucertole del folk
- Marino Severini dei Gang - voce e chitarra 12 corde in La locomotiva, voce in L'unica superstite
- Sandro Severini dei Gang - chitarra elettrica in La locomotiva
- Mara Redeghieri degli Üstmamò - voce in Clan Banlieue, Santa Maria del Pallone e Al Dievel/La marcia del Diavolo
- Ann Dwyer - voce in L'aquilone dei Balcani
- Filippo Chieli - viola in La locomotiva e Al Dievel/La marcia del Diavolo
- Paolo Simonazzi - ghironda in Giro di vite
- Claudio Pesky Caroli - violoncello in L'aquilone dei Balcani
- Coro delle Mondine di Novi - coro in La mondina/The lonesome boatman e L'unica superstite
- Mario Salvi - organetto in L'unica superstite
- Nazzaro Michelini - fisarmonica liscia in Le lucertole del folk
- Kaba - fischio partigiano in Al Dievel/La marcia del Diavolo
- Ann, Guido, Franco, Claudia, Milla, Gio, Massimo, Manu, Elvira, Paola: coro quasi siciliano in La banda del sogno interrotto